# Ihor Nahirny
Ihor Mychajłowycz Nahirny, ukr. Ігор Михайлович Нагірний (ur. 4 czerwca 1989 w obwodzie iwanofrankowskim) – ukraiński piłkarz, grający na pozycji pomocnika.

## Kariera piłkarska

### Kariera klubowa
Wychowanek Prykarpattia Iwano-Frankiwsk, barwy którego bronił w juniorskich mistrzostwach Ukrainy (DJuFL). Karierę piłkarską rozpoczął w amatorskim zespole Cementnyk Jamnica w 2006 roku. Wiosna 2007 debiutował w składzie Fakełu Iwano-Frankiwsk, a latem 2008 został piłkarzem Zakarpattia Użhorod. Występował jedynie w drużynie rezerw, dlatego po zakończeniu sezonu przeniósł się do Karpat Lwów, gdzie również grał w drużynie rezerw. Podczas przerwy zimowej sezonu 2008/2009 przeszedł do Krywbasa Krzywy Róg. Latem 2010 wyjechał do Mołdawii, gdzie bronił barw pierwszoligowego klubu FC Tiraspol. Na początku następnego roku powrócił do domu i potem grał w amatorskich zespołach, m.in. Hazowyk Bohorodczany, Sokił Uhrynów, Prydnistrowja Tłumacz i Hał-Wapno Halicz.